# Purple Rain (film)
 (avril 2016).
Si vous disposez d'ouvrages ou d'articles de référence ou si vous connaissez des sites web de qualité traitant du thème abordé ici, merci de compléter l'article en donnant les références utiles à sa vérifiabilité et en les liant à la section « Notes et références ».
Pour les articles homonymes, voir Purple Rain.
Pour plus de détails, voir Fiche technique et Distribution.
Purple Rain ou Pluie violette (au Québec) est un film musical américain, réalisé par Albert Magnoli et produit par Robert Cavallo, Steven Fargnoli et Joseph Ruffalo, sorti en 1984.
Le film met en scène le chanteur et musicien Prince. L'album homonyme reprend la bande originale du film, qui a été suivi par la tournée Purple Rain Tour.

## Synopsis
À Minneapolis, le club First Avenue est un tremplin vers la gloire pour de nombreux groupes. Le Kid est un brillant musicien, mais son caractère introverti et ses problèmes familiaux (ses parents se disputent continuellement) lui créent du tort. Le Kid doit aussi faire face à la concurrence du groupe The Time, mené par Morris Day, ainsi qu'à des tensions à l'intérieur de son propre groupe. Débarque alors la belle Apollonia, qui tombe amoureuse du Kid et que Morris engage pour constituer un groupe de filles, dont l'objectif est de renverser le Kid de la scène du First Avenue…

## Fiche technique
- Titre original : Purple Rain
- Titre Québécois: Pluie violette
- Réalisation : Albert Magnoli
- Scénario : Albert Magnoli et William Blinn
- Directeur de la photographie : Donald E. Thorin
- Musique : Prince & The Revolution, Michel Colombier (co-compositeur, arrangeur)
- Langue : anglais
- Format : Dolby Digital, 1.85 : 1
- Genre : Film musical
- Budget : 7 millions de dollars
- Recettes: 71 millions de dollars
- Dates de sortie : 27 juillet 1984 (États-Unis), 13 février 1985 (France)

## Distribution
- Prince (VF : Greg Germain) : The Kid
- Apollonia Kotero : Apollonia
- Morris Day (VF : Med Hondo) : Morris
- Jerome Benton : Jerome
- Clarence Willams III : Le père du Kid
- Olga Karlatos : La mère du Kid
- Billy Sparks : Billy
- Jill Jones : Jill

Le groupe The Revolution composé de :
- Wendy Melvoin
- Lisa Coleman
- Bobby Z.
- Matt Fink
- Brown Mark

Le groupe The Time composé de :
- Jellybean Johnson
- Mark Cardenas
- Gerald E. Hubbard, JR
- Paul Peterson
- Jesse Johnson

## Production

### Genèse
En 1983, Prince est une star établie sur le plan national aux États-Unis. Son dernier album en date, 1999, se vend alors à plus de 3,5 millions d'exemplaires et restera classé dans les charts album pendant 152 semaines, soit près de trois ans. En février, le titre Little Red Corvette fut le premier de ses singles à entrer dans le Top 10 du Billboard. En avril, Prince a terminé une tournée de grande envergure dont le chiffre d'affaires avait dépassé la dizaine de millions de dollars.
L'album 1999 a été édité en octobre 1982, à peine 1 mois avant un disque majeur de l'histoire du funk et de la pop : Thriller, de Michael Jackson, qui pulvérisa ensuite les records mondiaux de ventes de disques dès sa sortie en janvier 1983. En 1984, Prince va largement supplanter Jackson dans les médias et arriver avec Purple Rain, album accompagné d'un film musical le mettant en scène. Après la révolution du clip vidéo initiée par Jackson avec Thriller, le film Purple Rain fut d'une influence considérable sur le plan médiatique et de la promotion d'un artiste, même si le genre fut exploité précédemment avec The Beatles ou Elvis Presley.
Pendant la tournée qui suivit l'album 1999, Prince prenait régulièrement des notes dans un calepin violet pour des idées de scénario. Au printemps 1983, il décide de tourner un film s'inspirant de sa propre histoire. Il contacte alors William Blinn qui travaillait sur Fame, et qui rédige un premier script intitulé Dreams. Mais Prince souhaitait voir le mot purple dans le titre. Ce premier scénario est bien plus noir que le script final : les parents du Kid meurent tous les deux, et certains des musiciens sont sous l'emprise de la drogue.
Prince révèle le 3 août 1983, à l'occasion d'un concert de charité au club First Avenue de Minneapolis au profit du Minnesota Dance Theatre, pas moins de six titres prévus pour figurer dans Purple Rain : Let's Go Crazy, Electric Intercourse, Computer Blue, I Would Die 4 U, Baby I'm A Star et Purple Rain. L'enregistrement de ce concert mythique servira de base aux pistes de l'album, dont celles du morceau titre. Dans le film, les images du titre Let's Go Crazy sur scène ont été toutefois enregistrées lors d'un concert à Paris, donné exprès par Prince pour le film, le chanteur ayant fait réserver une salle et fait venir environ 2 500 personnes pour l'occasion.

### Tournage
Prince s'est investi énormément dans ce projet, étant présent pour le tournage de toutes les scènes, n'hésitant pas à refaire des prises jusqu'à être totalement satisfait. Prince engage pour le film Apollonia Kotero, une actrice débutante qui remplaça Vanity à la dernière minute dans le groupe Vanity 6. Le groupe de filles devint alors Apollonia 6. Les membres du groupe The Time, dont le chanteur Morris Day et son valet Jerome Benton, joueront leurs propres rôles dans le film.
Rejeté par Hollywood, le film est produit par les propres managers de Prince (l'équipe Cavallo, Ruffalo & Fargnoli) et sera tourné à Minneapolis en novembre 1983.

## Anecdotes
Tout à la fin du film, sur les dernières notes de Baby I'm a Star, Prince débarque sur scène avec un chapeau noir, qui fait penser à Michael Jackson. On peut interpréter cela comme une petite provocation, d'autant que d'autres suivront. Ainsi, pendant sa tournée, Prince gardera sans cesse un gant unique sur Baby I'm a Star.
Prince n'a pas vécu dans le sous-sol de la maison de ses parents mais de sa belle-mère.
Ce n'est pas sa petite amie mais son père qui a offert une guitare à Prince.

## Accueil du film
Le film, tout comme l'album l'accompagnant, est un énorme succès aux États-Unis. Dès le week-end de sa sortie, il détrône Ghostbusters à la première place du box-office. Trois jours plus tard, il rembourse les 7 millions USD qu'il a coûté. En deux mois et demi d'exploitation, il rapporte plus de 71 millions USD et propulse Prince au rang de superstar.
Le film a reçu l'Oscar de la meilleure chanson originale pour un film en janvier 1985.
En France, l'accueil fut tout autre : le film sortit dans les salles avec près de six mois de retard, dans une indifférence quasi générale (plus de 163 000 entrées en trois semaines d'exploitation). Prince n'a réellement obtenu de succès en Europe qu'avec l'album Parade, édité deux ans après.